# Contea di Fort Bend
La contea di Fort Bend (in inglese Fort Bend County) è una contea dello Stato del Texas, negli Stati Uniti. La popolazione al censimento del 2000 era di 585 375 abitanti. Il capoluogo di contea è Richmond, mentre la sua città più grande è Sugar Land. La contea è stata creata nel 1837, ed organizzata l'anno successivo.

## Geografia fisica
Secondo l'Ufficio del censimento degli Stati Uniti d'America la contea ha un'area totale di 885 miglia quadrate (2290 km²), di cui 861 miglia quadrate (2230 km²) sono terra, mentre 24 miglia quadrate (62 km², corrispondenti al 2,7% del territorio) sono costituiti dall'acqua.

### Strade principali
- Interstate 10
- Interstate 69 (In costruzione)
- U.S. Highway 59
- U.S. Highway 90 Alternate
- State Highway 6
- State Highway 36
- State Highway 99 (In costruzione) aka - Grand Parkway
- Fort Bend Parkway
- Westpark Tollway
- Farm to Market Road 359
- Farm to Market Road 442
- Farm to Market Road 521
- Farm to Market Road 762
- Farm to Market Road 1092
- Farm to Market Road 1093
- Farm to Market Road 1464
- Farm to Market Road 1876
- Farm to Market Road 2234
- Farm to Market Road 2759
- Farm to Market Road 2977
- Farm to Market Road 3345

### Contee adiacenti
- Waller County (nord)
- Harris County (nord-est)
- Austin County (nord-ovest)
- Brazoria County (sud-est)
- Wharton County (sud-ovest)

### Evoluzione demografica
| Anno | Popolazione | ±%     |
| ---- | ----------- | ------ |
| 1850 | 2 533       |        |
| 1860 | 6 143       | 142,5% |
| 1870 | 7 114       | 15,8%  |
| 1880 | 9 380       | 31,9%  |
| 1890 | 10 586      | 12,9%  |
| 1900 | 16 538      | 56,2%  |
| 1910 | 18 168      | 9,9%   |
| 1920 | 22 931      | 26,2%  |
| 1930 | 29 718      | 29,6%  |
| 1940 | 32 963      | 10,9%  |
| 1950 | 31 056      | −5,8%  |
| 1960 | 40 527      | 30,5%  |
| 1970 | 52 314      | 29,1%  |
| 1980 | 130 846     | 150,1% |
| 1990 | 225 421     | 72,3%  |
| 2000 | 354 452     | 57,2%  |
| 2010 | 585 375     | 65,1%  |
| 2020 | 822 779     | 40,2%  |

## Media
I giornali locali nella contea includono tre settimanali, il Fort Bend Star, con sede a Stafford, il  Fort Bend Independent e il Fort Bend Sun, con sede a Sugar Land, così come il quotidiano Fort Bend Herald and Texas Coaster, che si concentra sulla copertura delle notizie della zona di Richmond-Rosenberg. Fort Bend County è anche una grande area di servizio per l'Houston Chronicle, che fornisce copertura locale per le zone di Sugar Land e Katy.